# Klub Kuźnia

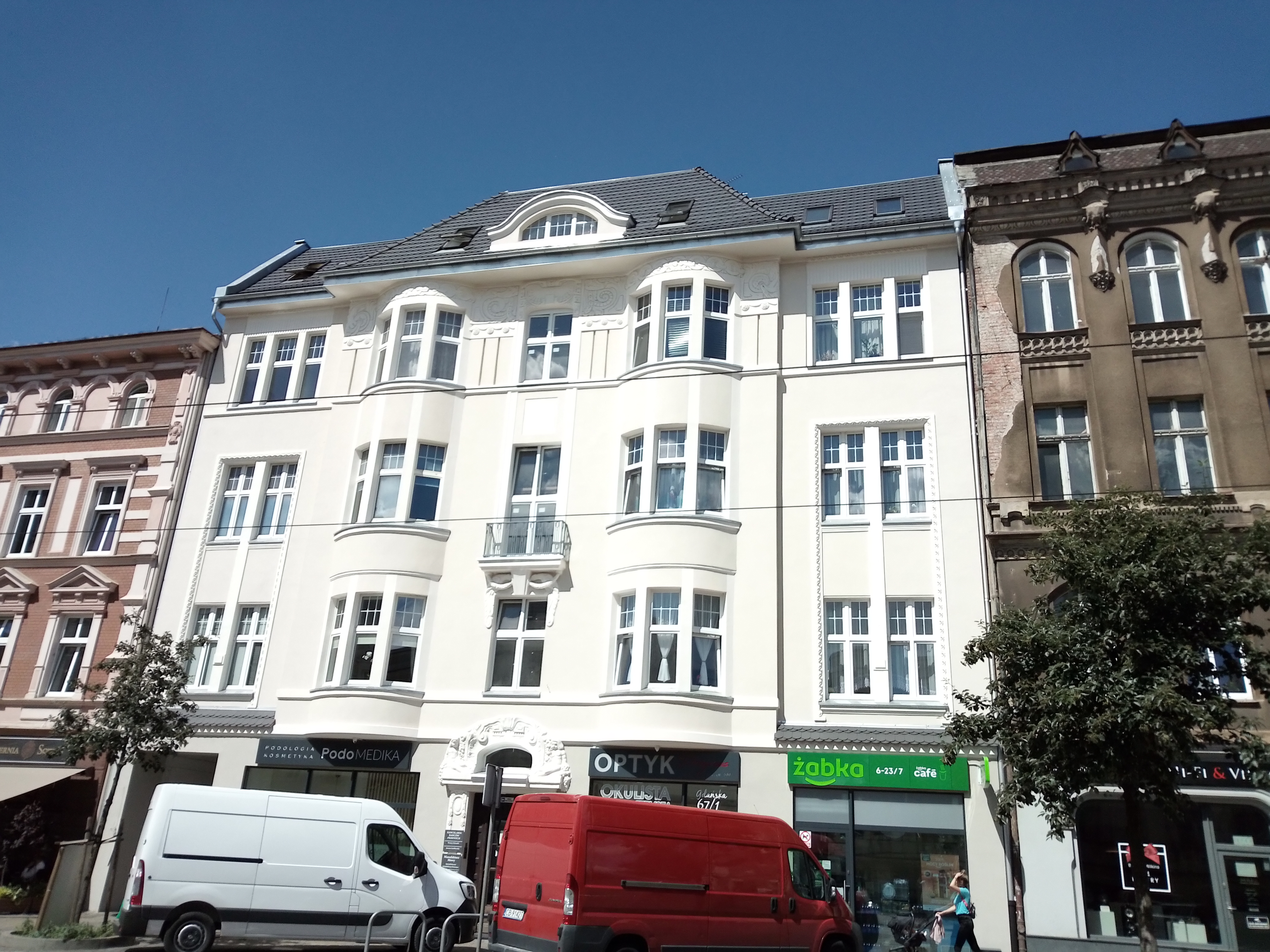
Kamienica Gdańska 67 w Bydgoszczy, w której mieści się Klub Kuźnia

Klub Kuźnia – klub muzyczny w Bydgoszczy, propagujący przede wszystkim muzykę jazzową i rockową.

## Lokalizacja
Klub usytuowany jest w ścisłym centrum Bydgoszczy, przy ul. Gdańskiej 67.

## Charakterystyka
Istniejący od blisko 20 lat Klub Kuźnia to cztery niezależne sale o odmiennym wystroju - sala koncertowa „Kuźnia”, sala restauracyjna „Jaskinia”, sala „VIP ROOM” oraz sala klubowa „67”. Sala „Kuźnia” powstała w 1995r. Utrzymana w klimacie rockowym sala, z elementami ręcznie wykonanych stalowych mebli. Na sali „Kuźnia” oprócz organizowanych przez lata koncertów z udziałem polskich i zagranicznych artystów można obejrzeć najważniejsze widowiska sportowe na dużym ekranie oraz zagrać w bilard lub dart. Sala restauracyjna „Jaskinia” wzorowana na jaskiniowe wnętrza w jasnym, kremowym kolorze to powierzchnia ponad 150 m². Tłem podczas pobytu w sali „Jaskinia” jest spokojna, stonowana muzyka. Sala„VIP-ROOM” powstała w 2013 r. to sala o nowoczesnym wystroju, powstała dla osób ceniących sobie szyk i jakość. Zestaw kolorowych kanap oraz profesjonalne oświetlenie sali tworzą prawdziwy, klubowy klimat. Sala 67, która powstała w roku 2001 a w roku 2013 kapitalnie wyremontowana to sala taneczna, gdzie znajduje się parkiet mieniący się zdecydowanymi kolorami fioletu i czerwieni, których nasycenie podkreślają profesjonalne efekty świetlne płynące z sufitu rozprzestrzeniające się po szerokości całej sali. Serwowana przez klub muzyka to zestawienie najbardziej znanych utworów od lat 80., 90., aż po hity najnowsze.  